# أسل ورقي
الأسَل الورقي (باللاتينية: Juncus foliosus) هو نوع نباتي ينتمي إلى جنس الأسل من الفصيلة الأسلية.

## البيئة والانتشار
موطنه المغرب العربي وبعض مناطق جنوب غرب أوروبا واليونان.